# 아리스티디스 아크라토풀로스
아리스티디스 아크라토풀로스는 그리스의 테니스 선수이다. 그는 아테네에서 열린 1896년 하계 올림픽에 참가했다.
아크라토풀로스는 남자 단식 경기에서 오스트레일리아의 에드윈 플랙을 꺾고 2라운드에 진출했다. 그런데 같은 그리스 팀동료인 콘스탄티노스 파스파티스에게 져서 공동 5위가 되었다.
남자 복식 경기에서는 형제인 콘스탄티노스 아크라토풀로스와 같이 짝을 이뤄서 출전했다. 이 팀은 1라운드에서 금메달리스트 팀인 독일의 프리드리히 브라운과 영국의 존 피우스 볼랜드에게 졌다. 출전한 5팀 중 공동 4위를 기록했다.